# Edna novina
Edna novina è un singolo delle cantanti bulgare Džina Stojeva e Ivena, pubblicato il 29 ottobre 2010.